# Acontia bipunctata
Acontia bipunctata är en fjärilsart som beskrevs av Walker 1857. Acontia bipunctata ingår i släktet Acontia och familjen nattflyn. Inga underarter finns listade i Catalogue of Life.